# Episodi di Una famiglia americana (terza stagione)
La terza stagione della serie televisiva Una famiglia americana è stata trasmessa in anteprima negli Stati Uniti d'America dalla CBS tra il 12 settembre 1974 e il 6 marzo 1975.
| nº | Titolo originale      | Titolo italiano | Prima TV USA      | Prima TV Italia |
| -- | --------------------- | --------------- | ----------------- | --------------- |
| 1  | The Conflict (Part 1) |                 | 12 settembre 1974 |                 |
| 2  | The Conflict (Part 2) |                 | 12 settembre 1974 |                 |
| 3  | The First Day         |                 | 19 settembre 1974 |                 |
| 4  | The Thoroughbred      |                 | 26 settembre 1974 |                 |
| 5  | The Runaway           |                 | 3 ottobre 1974    |                 |
| 6  | The Romance           |                 | 10 ottobre 1974   |                 |
| 7  | The Ring              |                 | 17 ottobre 1974   |                 |
| 8  | The System            |                 | 24 ottobre 1974   |                 |
| 9  | The Spoilers          |                 | 31 ottobre 1974   |                 |
| 10 | The Marathon          |                 | 7 novembre 1974   |                 |
| 11 | The Book              |                 | 14 novembre 1974  |                 |
| 12 | The Job               |                 | 21 novembre 1974  |                 |
| 13 | The Departure         |                 | 5 dicembre 1974   |                 |
| 14 | The Visitor           |                 | 12 dicembre 1974  |                 |
| 15 | The Birthday          |                 | 19 dicembre 1974  |                 |
| 16 | The Lie               |                 | 2 gennaio 1975    |                 |
| 17 | The Matchmakers       |                 | 9 gennaio 1975    |                 |
| 18 | The Beguiled          |                 | 16 gennaio 1975   |                 |
| 19 | The Caretakers        |                 | 23 gennaio 1975   |                 |
| 20 | The Shivaree          |                 | 30 gennaio 1975   |                 |
| 21 | The Choice            |                 | 6 febbraio 1975   |                 |
| 22 | The Statue            |                 | 13 febbraio 1975  |                 |
| 23 | The Song              |                 | 20 febbraio 1975  |                 |
| 24 | The Woman             |                 | 27 febbraio 1975  |                 |
| 25 | The Venture           |                 | 6 marzo 1975      |                 |